# Ernestine de Lambriquet

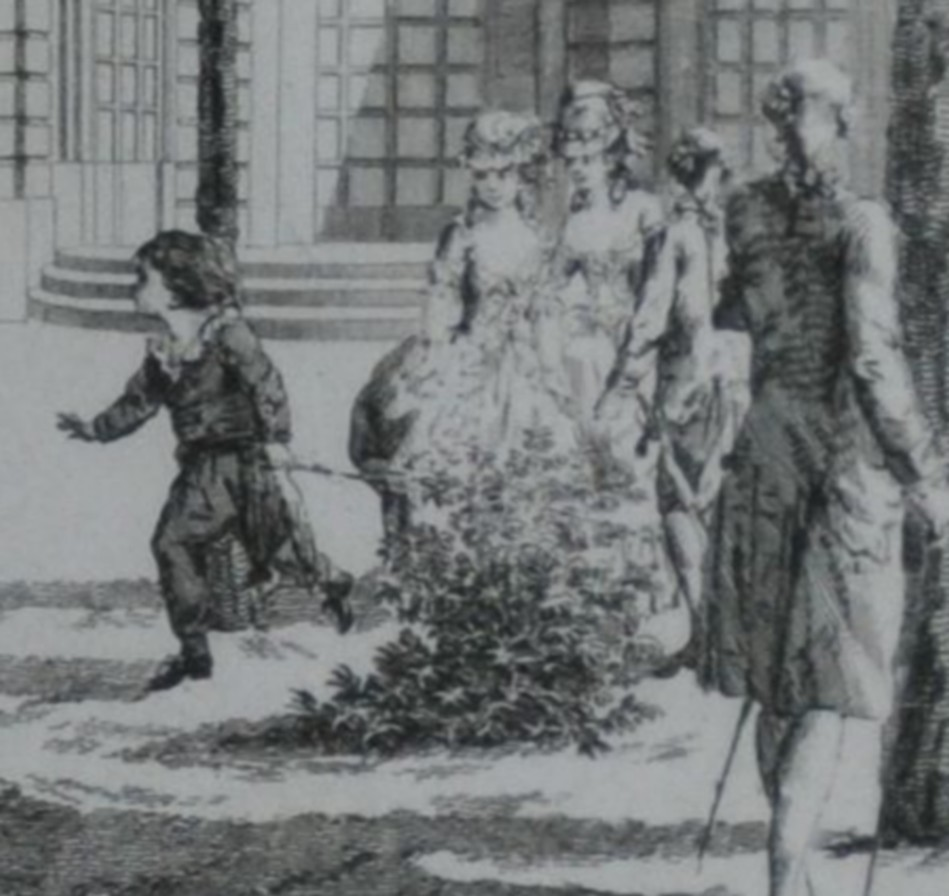
Marie Therese av Frankrike med Ernestine Lambriquet vid Petit Trianon (ca. 1789).

Marie-Philippine "Ernestine" de Lambriquet, född 31 juli 1778, död 31 december 1813 i Paris, var adoptivdotter till Ludvig XVI av Frankrike och Marie-Antoinette.

## Biografi
Ernestine de Lambriquet var dotter till Philippine Noiret, som arbetade som tjänsteflicka i slottet i Versailles. Philippine Noiret var gift med Jacques de Lambriquet, som var anställd vid kungens bror grevens av Provence hushåll, men i officiella dokument finns endast modern upptecknad som förälder. Det har förekommit spekulationer om att hon var illegitim dotter till Ludvig XVI, som på detta sätt ville undersöka huruvida barnlösheten inom hans äktenskap berodde på honom eller hans maka.

### Kunglig fosterdotter
Ernestine de Lambriquet blev tidigt utvald av drottning Marie-Antoinette som lekkamrat åt Marie Therese av Frankrike, och tillbringade varje dag på slottet, även om hon inte sov där förrän efter sin mors död. Hon fick sitt smeknamn Ernestine av Marie-Antoinette, som tog det efter karaktären i en roman av Marie Jeanne Riccoboni. Efter sin mors död 30 april 1788 tillbringade hon även nätterna på slottet, och den 9 november samma år adopterades hon formellt av kungen och gavs en pension på 12 000 livres som erkänsla för hennes mors tjänster för staten, medan hennes mors make fick anställning som tjänare vid kungens hov. Ernestine de Lambriquet ska ha liknat Ludvig XVI och Marie Therese mycket till utseendet. Det förekommer spekulationer om att hon var illegitim dotter till Ludvig XVI, men det finns inga bevis för detta.
Ernestine de Lambriquet följde med Marie Therese även vid officiella tillfällen, fick samma undervisning som denna, sov i dennas sovrum, och blev även påkostad dyrbara personliga utgifter: kungaparet betalade extralektioner till M. Gattescky i italienska och geografi och lade ut stora summor även på hennes garderob och presenter. Även hon undervisades av de kungliga guvernanterna Madame de Polignac och Madame de Tourzel, som var tillsagda att behandla henne som ett kungabarn, och Marie Therese fick på Marie-Antoinettes order behandla henne som en syster och turas om att passa upp på henne.
Ernestine de Lambriquet följde kungafamiljen till Tuilerierna i Paris under franska revolutionen, och blev konfirmerad sida vid sida med Marie Therese 4 april 1790 Saint Germain-l'Auxerrois. Inför flykten till Varennes sommaren 1791 sändes de Lambriquet bort till sin far på landsbygden, men hon återkom till Tuilerierna när kungafamiljen fördes tillbaka till Paris.

### Senare liv
Under stormningen av Tuilerierna 10 augusti 1792 lämnades hon kvar i Tuilerierna när kungafamiljen flydde till nationalförsamlingen. Marie-Antoinette gav order till Madame de Soucy att föra henne i säkerhet innan hon flydde, och de Soucy lyckades också föra henne ur palatset. När de nådde Karouselplatsen lämnade de Soucy henne för att få tag på en droska, och de Lambriquet misstogs då för Marie Therese av både en upprorsman, som kastade det fortfarande brinnande liket av en schweizergardist för hennes fötter, och en butiksägare som kom till hennes hjälp, innan de Soucy kom tillbaka med en droska. de Lambriquet gömdes därefter hos de Soucys fars familj, Mackau, under skräckväldet.
Enligt officiella dokument gifte sig Ernestine de Lambriquet med Jean-Charles-Germain Premain 7 december 1810 och avled i förorten Passy i Paris 1813.

## Utbytesteorin
När Marie Therese av Frankrike frigavs ur fängelset efter skräckväldets fall 1795 utsågs de Soucy att följa med henne till Wien. Marie Therese hade föredragit hennes mor, men denna var då för gammal för att orka med resan. de Soucy hade den ansvarige minister Benezachs förtroende, eftersom hennes bror var medlem i direktoriet. Det förekommer teorier om att Marie Therese under denna resa ska ha bytt plats med en annan kvinna, som reste till Österrike i hennes ställe. de Soucy satt i vagnen med Marie Therese, som reste under namnet Sophie, tillsammans med vakten Mechin, som föreställde hennes far, och vakten Gomin: i vagnen efter reste de manliga tjänarna Hüe, Baron och kocken Meunier, de Soucys "son" och tjänsteflicka. Under resan genom Frankrike från Paris till gränsorten Huningue åtföljdes de Soucy enligt passet av två oidentifierade personer: en tonårig pojke vid namn Perre de Soucy, som påstods vara hennes son, och pigan Catherine de Varenne. de Soucy hade dock ingen son med det namnet.
Enligt anhängarna av utbytesteorin bytte Marie Therese plats med en av dessa personer, och bosatte sig sedan i Tyskland, där hon misstänks ha varit den oidentifierade kvinna som fram till sin död 1837 levde isolerad som en lokal legend under namnet Dunkelgräfin (Den mörka grevinnan). Pierre de Soucy föreslås enligt denna teori ha varit hennes adoptivsyster Ernestine de Lambriquet, som tog hennes plats. Före utväxlingen hade kejsaren bett konsul Justin Bacher om att Ernestine de Lambriquet skulle få göra Marie Therese sällskap till Wien, men minister Benezch hade svarat att han inte visste var denna fanns. de Soucy var dock väl medveten om var hon fanns, eftersom Lambriquet hade tagit hand om henne vid kungafamiljens fängslande.
Enligt dem som avfärdar denna teori var Pierre helt enkelt de Soucys yngsta dotter med funktionen att göra sällskapet mindre identifierbart, eftersom Marie Therese var utsatt för kidnappningsförsök av agenter från olika utländska makter under hela resan samt attacker från militanta antirojalister. Justin Bacher utfärdade 1801 ett franskt pass på Leonardus Cornelius van der Valck, som vid den tidpunkten färdades med en ung blondin i tjugoårsåldern: vid samma tidpunkt ska också den så kallade Dunkelgräfin ha färdats genom Tyskland med sin eskort Vavel de Versay.